# New Kids on the Block
New Kids on the Block je americký chlapecký boyband, který se těšil obrovským úspěchům koncem 80. a začátkem 90. let. Kapela pochází z Bostonu, kde byla v roce 1984 producentem Mauricem Starrem založena. Skupina prodala přes 70 milionů alb.
Tři singly se umístily na čele Billboard Hot 100 a celkem devět jejich vydaných singlů se probojovalo do Top 10 v USA. Nejúspěšnějším albem kapely se stala nahrávka Step by Step z roku 1990, které se prodalo přes 19 milionů kusů.

## Diskografie

### Alba
| Rok  | Album                                                                    | Umístění | Umístění | Umístění | Prodej a certifikace                             |
| Rok  | Album                                                                    | USA      | UK       | NĚM      | Prodej a certifikace                             |
| ---- | ------------------------------------------------------------------------ | -------- | -------- | -------- | ------------------------------------------------ |
| 1986 | New Kids on the Block - 1. studiové album - Vydáno: 1. dubna 1986        | 25       | 6        | -        | Celosvětově: 10 milionů+ Certifikace: 3× Platina |
| 1988 | Hangin' Tough - 2. studiové album - Vydáno: 6. září 1988                 | 1        | 1        | 4        | Celosvětově: 16 milionů+ Certifikace: 8× Platina |
| 1989 | Merry, Merry Christmas - 3. studiové album - Vydáno: 19. září 1989       | 9        | 13       | 30       | Celosvětově: 10 milionů+ Certifikace: 2× Platina |
| 1990 | Step by Step - 4. studiové album - Vydáno: 5. června 1990                | 1        | 1        | 1        | Celosvětově: 19 milionů+ Certifikace: 3× Platina |
| 1991 | No More Games: The Remix Album - Remixové album - Vydáno: 12. února 1991 | 10       | 15       | -        | Certifikace: Zlato                               |
| 1994 | Face the Music - 5. studiové album - Vydáno: 24. ledna 1994              | 37       | 36       | 44       | ?                                                |
| 2008 | The Block - 6. studiové album - Vydané: 2. září 2008                     | 2        | 16       | 21       | ?                                                |

### Singly
| Rok  | Singl                          | USA | UK | NĚM |
| ---- | ------------------------------ | --- | -- | --- |
| 1986 | "Be My Girl"                   | -   | -  | N   |
| 1986 | "Stop It Girl"                 | -   | -  | N   |
| 1988 | "Please Don't Go Girl"         | 10  | -  | N   |
| 1988 | "You Got It (The Right Stuff)" | 3   | 1  | 12  |
| 1989 | "I'll Be Loving You (Forever)" | 1   | 5  | 31  |
| 1989 | "Hangin' Tough"                | 1   | 1  | 29  |
| 1989 | "Cover Girl"                   | 2   | 4  | N   |
| 1989 | "My Favorite Girl"             | N   | N  | -   |
| 1989 | "Didn't I (Blow Your Mind)"    | 8   | N  | N   |
| 1989 | "This One's for the Children"  | 7   | 9  | -   |
| 1990 | "Step by Step"                 | 1   | 2  | 8   |
| 1990 | "Tonight"                      | 7   | 3  | 19  |
| 1990 | "Didn't I (Blow Your Mind)"    | N   | 8  | N   |
| 1990 | "Let's Try It Again"           | 53  | N  | 68  |
| 1991 | "Games"                        | -   | 14 | -   |
| 1991 | "Call It What You Want"        | -   | 12 | -   |
| 1992 | "If You Go Away"               | 16  | 9  | 34  |
| 1993 | "Dirty Dawg"                   | 66  | 27 | -   |
| 1994 | "Never Let You Go"             | -   | 42 | -   |

- Vysvětlivky: N = nevydáno; - = neumístil se v TOP 100